# زهرة النرجس (مسلسل)
زهرة النرجس هو مسلسل سوري أُنتج عام 2008، من تأليف خلدون قتلان وإخراج رامي حنا.

## قصة المسلسل
تدور أحداث المسلسل في فترتين زمنيتين، الأولى هي فترة قصة هرب نرجس العنابي «كاريس بشار» من منزل أهلها في الضيعة بعد أن يعتدي عليها الدكتور الذي تعمل خادمة لديه، لتصل إلى منزل الحاج أبو علي «سلوم حداد» لتعمل عنده، لتفتح لها آفاق جديدة وتتعلم القراءة والكتابة وتكتشف موهبتها الغنائية وتتزوج من الحاج أبو علي ولكنه يتوفى بعد فترة ويترك لها ثروة كبيرة جدا، وتتحول من مطربة لتصبح «ندى الكامل» وتغني في النوادي الليلية، وتؤسس جريدة «زهرة دمشق»، الفترة الثانية هي ظهور وصية العم الذي يتوفى في الغربة ويوصى بثروته لعائلته بشرط أن تكون نرجس هي من تشرف على توزيع الثروة، ليبدأ بحث إخوتها عنها بعد أن قاموا بنبذها.

## فريق التمثيل
قام بأداء هذا العمل نخبة من نجوم الدراما السورية، منهم:
- كاريس بشار
- سلوم حداد
- عبد الهادي صباغ
- لورا أبو أسعد
- خالد القيش
- أيمن رضا